# Дестри снова в седле
«Дестри снова в седле» (англ. Destry Rides Again; 1939) — художественный фильм Джорджа Маршалла в жанре вестерн. По одноимённому роману Макса Брэнда.

## Сюжет
В городке Ботлнек заправляет хозяин салуна Кент и его подружка певица Френчи. Неожиданно пропадает шериф, а новым шерифом мэр, друг Кента, делает пьяницу Уошингтона Димсдейла. Димсдейл вызвал себе в помощь Тома Дестри-младшего — сына знаменитого шерифа Дестри. Том Дестри удивляет всех жителей тем, что не носит оружие, пьёт не виски, а молоко, и пытается уладить проблемы миром.

## В ролях
- Марлен Дитрих — Френчи
- Джеймс Стюарт — Том Дестри-младший
- Миша Ауэр — Борис
- Чарльз Уиннингер — Уошингтон Димсдейл
- Брайан Донлеви — Кент
- Аллен Дженкинс — Гип Уотсон
- Сэмьюэл С. Хайндс — судья Слейд
- Джек Карсон — Джек Тиндалл

В титрах не указаны
- Бетта Сент Джон — девочка
- Гарри Кординг — «Жуткий» — бандит, одалживающий Тому Дестри оружие
- Билли Блэтчер — пианист

## Съёмочная группа
- Производство: Universal Pictures
- Режиссёр: Джордж Маршалл
- Продюсеры: Ислин Остер, Джо Пастернак
- Авторы сценария: Феликс Джексон, Гертруд Парселл, Генри Майерс, Макс Брэнд (роман)
- Оператор: Хэл Мор
- Композитор: Фрэнк Скиннер

## Награды
В 1996 году фильм был включён в Национальный кинореестр Библиотеки Конгресса США.